# امامزاده شعیب و تپه مجاور
امامزاده شعیب و تپه مجاور مربوط به دوران‌های تاریخی پس از اسلام است و در شهرستان ری، بخش فشاپویه، روستای خمار آباد واقع شده و این اثر در تاریخ ۲۲ مرداد ۱۳۸۴ با شمارهٔ ثبت ۱۳۳۶۳ به‌عنوان یکی از آثار ملی ایران به ثبت رسیده است.